# Perth and Kinross
Perth a Kinross (anglicky Perth and Kinross, skotskou gaelštinou Peairt agus Ceann Rois) je jedna z 32 správních oblastí Skotska, ležící v centrální části této země. Je téměř vnitrozemská, přístup k moři má jen na východě prostřednictvím zálivu Firth of Tay. Území se zhruba kryje s povodím nejdelší skotské řeky Tay, od ústí přes nížinu kolem dolního toku až po prameniště v Grampianech. Hlavní a největší město oblasti je Perth.
Historicky se jedná o většinu území někdejšího hrabství Perth a mnohem menší hrabství Kinross, tvořící jihovýchodní výběžek oblasti. V letech 1975 až 1996 byla oblast součástí kraje Tayside.
Vlivem své polohy je oblast ze všech stran obklopena dalšími: Aberdeenshire na severu, Angus na severovýchodě, Dundee City na východě, Fife na jihovýchodě, Clackmannanshire na jihu, Stirling na jihozápadě, Argyll a Bute na západě a Highland na severozápadě.

## Sídla
- Aberfeldy
- Acharn
- Alyth
- Auchterarder
- Ballinluig
- Blackford
- Blairgowrie
- Bridge of Balgie
- Clunie
- Comrie
- Coupar Angus
- Crieff
- Dull
- Dunkeld
- Dunning
- Finegand
- Fearnan
- Forteviot
- Fortingall
- Glenshee
- Kenmore
- Killiecrankie
- Kinloch Rannoch
- Kinross
- Lawers
- Meigle
- Methven
- Perth
- Pitlochry
- Rattray
- Spittal of Glenshee
- Weem